# Hospital Augusta Victoria
El Hospital Augusta Victoria (en árabe: مستشفى أوغوستا فيكتوريا) es un complejo que incluye una iglesia y un hospital situado en el Monte de los Olivos, Jerusalén. Augusta Victoria fue construido en 1907 como un centro para la comunidad protestante alemana en la Palestina Otomana. El complejo, terminado en 1910, tiene la Iglesia Evangélica Luterana de la Ascensión, con un campanario de 50 metros y un hospicio para los peregrinos cristianos. Durante la Segunda Guerra Mundial, se convirtió en un hospital por los británicos. El complejo fue nombrado así en honor a Viktoria Augusta de Schleswig-Holstein, esposa del Kaiser alemán Guillermo II, que visitó Jerusalén en 1898. El arquitecto, Robert Leibnitz, se inspiró en los palacios alemanes, como el Castillo de Hohenzollern.